# Hypobletus mitis
Hypobletus mitis är en skalbaggsart som först beskrevs av Lewis 1906.  Hypobletus mitis ingår i släktet Hypobletus och familjen stumpbaggar. Inga underarter finns listade i Catalogue of Life.